# František Koucký
František Koucký (1894., Hnidousy, Češka – 11. svibnja 1918., Pula) bio je austro-ugarski mornar osuđen na smrt i strijeljan zbog pokušaja bijega saveznicima zajedno s Ljubomirom Krausom.

## Život
Rođen je kao drugi sin u obitelji rudara. Zbog ateističkog svjetonazora isključen je iz gimnazije u Kladnom, pa je završio samo općinsku školu. Nakon toga je bio mesarski pomoćnik u Pragu i Luhačovicama. U sedamnaestoj godini, 1911., priključio se Austro-ugarskoj ratnoj mornarici. Raspoređen je u Pulu kao brodski kuhar. Ubrzo dobiva čin narednika majstora i zadužen je za skladište hrane u mornaričkoj bazi u Puli.

## Pobuna na torpednom čamcu
Raspoređen je na torpiljarku Tb 80 zajedno s Hrvatom Ljubomirom Krausom. Pod utjecajem Oktobarske revolucije i pobune mornara u Boki kotorskoj, 6. svibnja 1918. našli su se u mornarskoj krčmi u Puli kako bi skovali zavjeru. Plan je bio preuzeti kontrolu na torpiljarci od 250 tona, na kojoj su bili ukrcani zajedno s još 32 člana posade, koja je trebala sutradan zaploviti, te je usmjeriti prema Italiji i predati se saveznicima. Kako nisu bili dovoljno diskretni, njihov je razgovor načuo drugi češki mornar, rodom iz Češke Lipe. Osudivši njihove namjere, prijavio ih je nadređenima. Rano ujutro, prije nego što su mogli dati znak za dizanje sidra i plovidbu, na palubu je došla naoružana straža i uhitila Krausa i Kouckýja. Sudio im je sud zapovjedništva 2. divizije s broda Radetzky. Osuđeni su na smrt strijeljanjem 10. svibnja 1918. Kazna je izvršena 11. svibnja u dvorištu mornaričkog zatvora u Puli od strane dva voda mornara, a bio je prisutan i vrhovni zapovjednik Austro-ugarske ratne mornarice, kontraadmiral Miklos Horthy, koji je održao strog i oštar govor.
Obojica su pokopani na mornaričkom groblju u Puli. Na njihovom nadgrobnom spomeniku je natpis na češkom i talijanskom jeziku.

## Ostavština
Kouckýju je podignuta 7. listopada 1923. spomen-ploča i po njemu je imenovana ulica u rodnom mjestu. Na velikoj svečanosti povodom otvaranja spomen-ploče prisustvovali su predstavnici Češke, Jugoslavenske i Talijanske vlade, sokolaši, udruga čehoslovačkih mornara, kao i otac Kouckoga. Na otkrivanju je rečeno:
Veleposlanstvo Češke Republike je od Povijesnog muzeja Istre 2006. tražilo podatke o mjestu, vremenu i načinu ukopa te mjestu upisa u knjigu umrlih župnog ureda za Kouckýja i Krausa.

## Vanjske poveznice
- Grob Kouckýja i Krausa na mornaričkom groblju u Puli  Arhivirana inačica izvorne stranice od 4. ožujka 2016. (Wayback Machine)
- Češki mornari u Austro-ugarskoj ratnoj mornarici (engleski)